# تاريخ القباب الرومانية والبيزنطية
كانت القباب عنصرًا مميزًا في العمارة الرومانية القديمة منذ العصور الوسطى وخلال فترة الإمبراطورية البيزنطية. كان للعمارة تأثير واسع على أساليب تلك الفترة وما جاء من بعدها، من العمارة الروسية والعثمانية وحتى عمارة عصر النهضة الايطالية وحركات الإحياء المعمارية الحديثة. عادة ما يكون شكل القباب نصف كروي، ولكن عُرفت أشكال أخرى كالقباب المثمنة أو المقطعة، وقد تطور شكل القباب ووظيفتها وهيكلها على مر العصور. من أمثلة القباب الرائدة القباب فوق جدران الروطن وهي حجرة دائرية يتوسط سقفها فتحة الأوكولوس الدائرية التي تؤمن التهوية وتسمح بمرور الضوء (تُسمى باللاتينية أوكولوس، أي عين). انتشرت الحنية الكروية في الفترة البيزنطية، لتساعد بتثبيت القباب المراد إنشاؤها فوق الحجرات المربعة.
عرفت القباب الخشبية من مصادر الكتابات الأدبية فقط، إلا أن استخدام القوالب الخشبية، والخرسانة، والعمالة غير الماهرة جعل بناء القباب هائلة الحجم ممكنًا في الفترة المتأخرة من العصر الجمهوري وحتى مطلع الفترة الإمبراطورية، كما في قاعة الاستحمام التابعة للمعبد المسمى «معبد ميركوري» في بايه الرومانية. جلب الإمبراطور نيرون القباب إلى العمارة الرومانية في القرن الأول، وكان هذا النوع من الغرف قاعات للمناسبات، أو غرفًا للجماهير، أو غرفًا للعرش. تُعتبر قبة البانثيون أكبر الأمثلة على ذلك وأشهرها، إذ بنيت من الخرسانة في القرن الثاني وكانت قاعة لجماهير الإمبراطور هادريان. بدأ بناء الأضرحة الإمبراطورية المقببة كضريح دقلديانوس في القرن الثالث. بنيت القباب الصغيرة باستخدام الأنابيب الخزفية بدلًا من التوسيط الخشبي للخرسانة، أو بشكل هيكل دائم مغروس في الخرسانة، ولكن أصبح الطوب الخفيف مادة البناء المفضلة على مدار القرنين الرابع والخامس. ساعدت أضلاع الطوب الصغيرة في تقليل سمك هيكل البناء وتسهيل عملية شق النوافذ في الجدران الداعمة، فلم تعد هناك حاجة إلى فتحة الأوكولوس لإدخال الضوء.
بدأ بناء القبب على المعموديات والأضرحة المسيحية في القرن الرابع، كمعمودية لاتران والقبة الخشبية المشهورة أعلى كنيسة القيامة. قد تكون القبة القسطنطينية الثمانية في كنيسة القبر المقدس سابقةً للأبنية المشابهة لها في القرون التي تلتها. ربما بُنيت أول قبة على كاتدرائيات البازيليكا في القرن الخامس، وأول الأمثلة المعروفة على ذلك كانت لكنيسة في جنوب تركيا، لكن العمارة في حكم الإمبراطور جستينيان الأول في القرن السادس جعلت بناء الكنائس المقببة مقياسًا موحدًا للعمارة في أنحاء الشرق الروماني. استُوحيت الكثير من المباني في القرون اللاحقة من عمارة كاتدرائيته آيا صوفيا وكنيسة الرسل المقدسة.
كانت الكنائس الصليبية ذات القباب المتقاطعة في المعابر، مثل كاتدرائية آيا صوفيا في ثيسالونيكي وكنيسة القديس نقولا في ميرا، سائدة في عمارة القرنين السابع والثامن، وأصبح تثبيت القباب بالأروقة الاسطوانية على أربعة محاور مبدًا قياسيًا للنظام الهيكلي في البناء. كان بناء القباب على الرقاب الدائرية أو المضلعة التي شُقت فيها النوافذ مقياسًا للبناء أيضًا بعد القرن التاسع. بنيت في الفترة اللاحقة من الإمبراطورية كنائس أصغر مع قباب ذات قطر أصغر من القطر السابق، عادةً بطول أقل من ستة أمتار (20 قدمًا) بعد القرن العاشر. تشمل الاستثناءات القباب المثمنة في دير هوسيوس لوكاس ودير نيا موني في القرن الحادي عشر، وكنيسة خورا في القرن الثاني عشر، مع استثناءات أخرى. كانت الخطة المتقاطعة في البناء، مع قبة واحدة عند المعبر أو خمس قباب على نمط كوينكونكس (ترتيب لخمس وحدات بشكل يشابه ترتيب النقاط الخمس في النرد) كما في كنيسة القديس بندلايمون، ذات شعبية واسعة في القرن العاشر وحتى سقوط القسطنطينية في عام 1453.

## نظرة عامة
تميزت العمارة الرومانية عن العمارة اليونانية القديمة ببناء الأقواس الدائرية والأقبية والقباب، وسهل ذلك استخدام الطوب والخرسانة في البناء. يتباين وزن إجمالي المواد المستخدمة في الخرسانة، إذ كان من الممكن تغيير وزن الخرسانات ما يسمح بوضع طبقات أخف على سطح القباب الخرسانية، إلا أن هذه الأخيرة تتطلب قوالب خشبية مكلفة لصب الخرسانات فيها، تُسمى أيضًا عملية تغليف الخرسانات، لدعم الإسمنت في بنائها ونقلها خلال عملية التصلّب، وغالبًا ما تُكسر هذه القوالب لإزالتها بعد تصلب الخرسانة. بينما لا تحتاج القوالب المستخدمة في صناعة قباب الطوب إلى وقت طويل، وهي قابلة أيضًا لإعادة الاستخدام بسهولة. بُني ملاط وزلط الخرسانة الرومانية بشكل طبقات أفقية مرتبة فوق بعضها بمدّها باليد على القوالب الخشبية، ويعتمد سمك الطبقات على مدة ساعات العمل، بدلًا من أن تصب في قوالب كما يحدث اليوم. بناء على ذلك، شُيدت القباب الرومانية الخرسانية على غرار القباب القديمة في مناطق البحر الأبيض المتوسط، لكنها تختلف عنها ببعض الخصائص الهيكلية. كان الزلط الذي يستخدمه الرومانيون من الركام، لكن ركام الطبقات العليا يكون أقل وزنًا بغية تقليل الضغط. قد تُخبأ بين طبقاته «مزهريات ودوارق» فارغة لتخفيف الوزن. كانت خلائط الخرسانة الجافة التي استخدمها الرومان تُضغط بواسطة مكبس للتخلص من الفراغات فيها، ويُضاف إليها دم حيواني ليكون مادة سادة للمسامات. نظرًا إلى أن الخرسانة الرومانية كانت ضعيفة من ناحية الشد، فإنها لم تقدم أي ميزة هيكلية تفوق الطوب أو الحجارة. لكن بسبب قدرة العمالة غير الماهرة على بنائها، فقد قدمت ميزة إنشائية وسهلت بناء القباب على نطاق واسع.
توجد القباب الرومانية في الحمامات الرومانية، والفيلات، والقصور، والأضرحة. تُعد الأوكولوس خاصيّة شائعة في بناء القباب، وجرت العادة أن يكون شكلها نصف كرة مبطنة جزئيًا أو كليًا على سطحها الخارجي. بغية إسناد المحاور الأفقية في القباب نصف الكروية الضخمة، بُنيت الجدران الداعمة من وراء القاعدة وحتى الأقواس في حوض القبة على الأقل، وكانت القبة مغطاة أحيانًا بسقف مخروطي أو مضلع الشكل. استُخدمت في بعض الأحيان أشكال أخرى متنوعة مثل قبة الصحن الضحلة، أو القباب المجزأة، أو القباب المضلعة. كانت الكثير من قاعات الجماهير في القصور الإمبراطورية مقببة السطح. وكانت القباب شائعة جدًا في أجنحة الحدائق المضلعة. مع انحدار المنطقة الغربية من الإمبراطورية وسقوطها، قلّ إعمار القباب وبناؤها في الغرب.
في العمارة البيزنطية، أتاح الهيكل المدعم بالأقواس الأربعة والحنيات الكروية بينها أن تكون المساحة مفتوحة تحت القباب. تسمح الحنيات بتركيز حمولة الوزن على أربع نقاط حسب خطة مربعة وعملية، عوضًا عن الخطة الدائرية. كانت القباب منخفضة الطول ذات دعامات سميكة وكانت خالية من الزخارف على السطح الخارجي للمباني، وكانت القواعد أسطوانية الشكل ومنخفضة الطول وسميكة أيضًا. بعد القرن التاسع، بُنيت القباب بارتفاع أكبر وبقواعد مضلعة، وتزينت قواعدها بالأعمدة والأقواس. توسعت القباب الخارجية بحلول القرن الثاني عشر وأُضيفت إليها الأعمدة المعشقة، والمحاريب، والأروقة المغلقة، وسلال الكمرات. كان من الطبيعي أن يكون للبناء الواحد عدة قباب.
كانت القباب عنصرًا مهمًا في المعموديات والكنائس والأضرحة. كانت -مع بعض الاستثناءات العرضية- قبابًا نصف كروية تفتح في رقبتها (قاعدتها) النوافذ. تراوحت أسقفها من البلاط الخزفي البسيط إلى الألواح الرصاصية الأكثر تكلفةً واستدامةً وملاءمة في البناء. تُزوّد القباب ورقابها عادةً بحلقات ضغط خشبية في مراحل متعددة من البناء لمقاومة التهدم في الملاط والسماح بتسريع عملية البناء. استُخدمت المشابك المعدنية بين قوالب حجر الكورنيش والشدادات والسلاسل المعدنية لحفظ توازن المباني المقببة. ساعدت الأحزمة الخشبية في قواعد القباب على حفظ توازن الجدران أسفلها في أثناء الهزات الأرضية، لكن بقيت القباب بحد ذاتها عرضةً للانهيار. تُعد القباب المتبقية في القسطنطينية ذات الشكل المضلع واليقطيني متكافئة في هيكلها، وقد استُخدمت فيها هذه الأساليب بطرق متبادلة، مع عدد من التقسيمات في القبة مطابقة لعدد النوافذ. بُنيت هذه القباب المضلعة بعد القرن السادس على الكنائس الصغيرة باستخدام قوالب للأضلاع فقط. أمكن بناء القباب يقطينية الشكل داخل حلقات مدعمة ذاتيًا، وكانت الأقبية القببية الصغيرة مبنيةً بشكل فعال، ودون الحاجة إلى استخدام القوالب تمامًا.

## التاريخ

### نهايات الحكم الجمهوري والفترة الإمبراطورية المبكرة

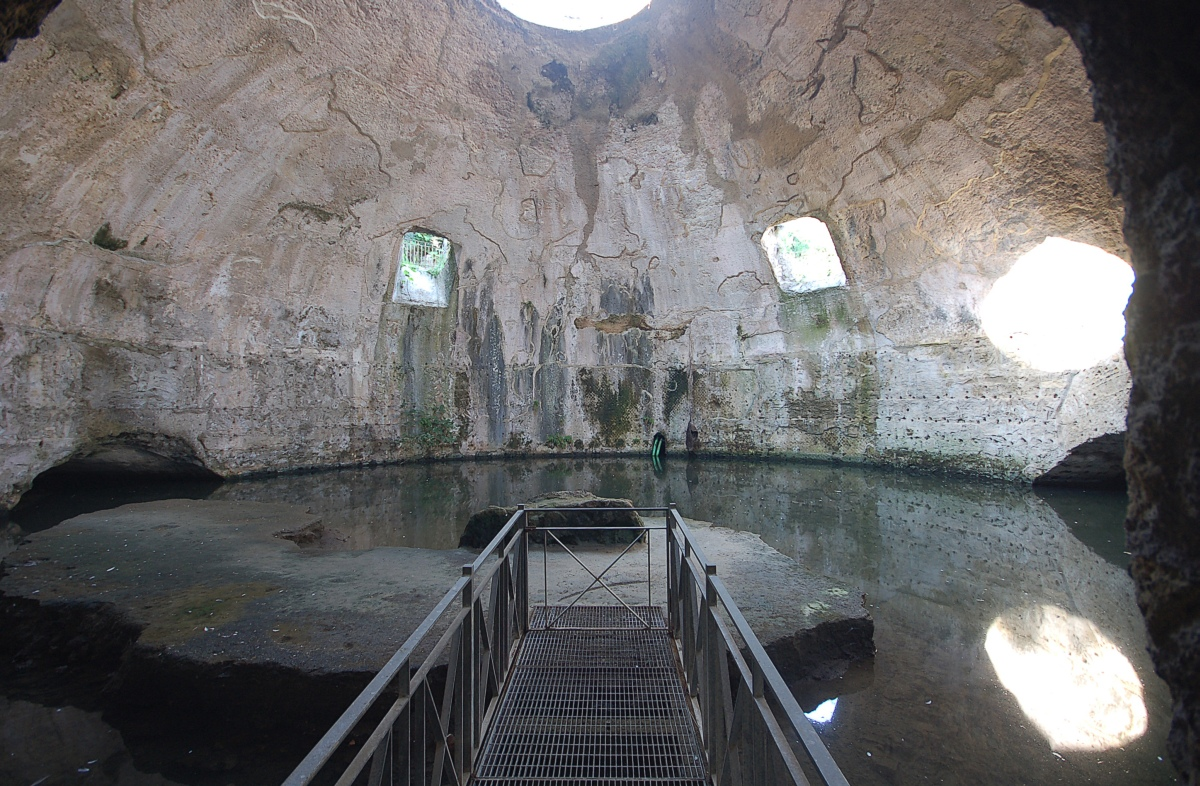
الأنقاض الغارقة في المعبد المسمى «معبد ميركوري» في بلدة بايه القديمة

لعبت الحمامات الرومانية دورًا في تطور بناء القباب بشكل عام، والقباب الضخمة على وجه الخصوص. يعود تاريخ القباب البسيطة في الحمامات إلى القرنين الأول والثاني قبل الميلاد في غرف البرك البسيطة في المغاطس الباردة بستابين وديل فورو في مدينة بومبي. وهي قباب مخروطية الشكل مشابهه للقباب الآشورية المنقوشة الموجودة في نينوى. في أثناء الحقبة الرومانية، وفي الحمامات الرومانية (التيبيداريوم) في مقاطعة كابريرا دي مار في إسبانيا، وُجدت قبة تعود إلى فترة منتصف القرن الثاني قبل الميلاد استُخدمت فيها طريقة محسنة في بناء الأقواس المتوازية كتلك المستخدمة في قباب حمامات العصر الهلنستي في جزيرة صقلية. تبعًا لفيتروفيو، يمكن تنظيم درجات الحرارة والرطوبة في غرف القبب الساخنة من خلال رفع الأقراص البرونزية الواقعة تحت فتحة الأوكولوس أو خفضها. كانت القباب ملاءمة بشكل خاص لتصميم غرف المغاطس الساخنة دائرية الشكل وذلك لقدرتها على تأمين تدفئة مركزية متساوية من جدران الغرفة. مع ذلك، لم يكن استخدام القباب واسع النطاق قبل القرن الأول بعد الميلاد.
يصف ماركوس تيرينتيوس فارو في كتابه حول الزراعة مطيرًا ذا القبة الخشبية المزينة بثمانية أضلاع يمكن مقارنتها قياسيًا بالأضلاع الثمانية المرسومة على برج الرياح، الذي شُيّد في أثينا في نفس الوقت تقريبًا. قد يمثل قفص الطيور ذو القبة الخشبية نموذجًا لنوع متطور تمامًا من القباب. كانت القباب الخشبية عمومًا تسمح بمساحة واسعة جدًا. قد يكون استخدامها المبكر سببًا في تطور القباب الحجرية ذات الحجم الهائل غير المسبوق واستحداثها. كانت القوالب الخشبية المركبة مهمة في توسيط القباب ودعمها في أثناء عملية بنائها، ويبدو أنها أصبحت أكثر كفاءةً ونموذجية بمرور الوقت.
بلغت القباب في عهد الإمبراطورية الرومانية حجمًا هائلًا. مع أنّ ألواح القوالب ذاتها لم تصمد، تشير التشوهات في قبة المعبد المسمى «معبد ميركوري» في بايه التي وصلت إلى 22 سنتيمترًا (8.7 بوصة) إلى استخدام ثمانية قوالب قطرية وموصلات أفقية لدعم هذه القوالب في القباب الضحلة. كان هذا البناء في الواقع قاعة حمام خرسانية تعود إلى عصر الإمبراطور أغسطس (منذ القرن السابع والعشرين قبل الميلاد وحتى القرن الرابع عشر الميلادي)، وعُرفت فيه أول قبة رومانية ضخمة. لهذه القبة خمس فتحات: أوكولوس دائري بالإضافة إلى أربعة مناور مربعة. تمتد القبة مسافة 21.5 متر (أي71 قدمًا)، وهي أوسع القباب المعروفة التي بُنيت قبل قبة البانثيون، بالإضافة إلى أنها أقدم القباب الخرسانية المحفوظة حتى الآن.